# Paradosso di Leontief
Il Paradosso di Leontief è l'espressione con cui viene indicato il risultato paradossale ottenuto dall'economista Wassily Leontief (1906-1999) nel sottoporre a verifica empirica la teoria enunciata nel 1935 da Eli Heckscher e Bertil Ohlin (Teorema di Heckscher-Ohlin).

## Il teorema di Heckscher-Ohlin
Secondo questo teorema, ogni paese esporta le merci la cui produzione richiede un impiego relativamente più intenso (i.e. esclusione dell'inversione delle intensità fattoriali) del fattore della produzione (terra, lavoro, capitale o capacità organizzativa) di cui esso ha una dotazione relativamente più abbondante, mentre attraverso le importazioni provvede a procurarsi le merci la cui produzione richiede un impiego relativamente più intenso dei fattori produttivi di cui ha una dotazione relativamente più scarsa. 
Ad esempio, la Cina ha una dotazione rilevante di lavoro, maggiore di quella del Belgio (relativamente più abbondante: quel relativamente significa un paese in relazione all'altro). Le produzioni che richiedono un impiego del fattore lavoro maggiore rispetto al fattore capitale per qualsiasi quantità prodotta (impiego relativamente più intenso: relativamente tra i fattori; è esclusa l'inversione delle intensità fattoriali) si trasferiranno in Cina, paese che esporterà queste produzioni. Il Belgio conoscerà questo fenomeno ma con le produzioni che richiedono un impiego relativamente più abbondante del fattore capitale (nell'ipotesi che il Belgio abbia una dotazione di capitale più abbondante di quella cinese).

### Conclusione teorica riguardante gli USA
Gli Stati Uniti avrebbero dovuto quindi specializzarsi nell'esportazione di prodotti ad alto contenuto di capitale e basso contenuto di lavoro (detti "K-intensive", capital-intensive) disponendo in abbondanza del primo fattore; al contrario, le importazioni avrebbero dovuto privilegiare i prodotti ad alto contenuto di lavoro (detti "L-intensive", labour-intensive).

## Verifica empirica di Leontief
Dal test effettuato da Leontief nel 1951,  sulla base della matrice intersettoriale dell'economia statunitense dell'anno 1947 risultò invece che gli Stati Uniti importavano prodotti che incorporavano una più elevata quantità di capitale ed esportavano beni ad elevata intensità di lavoro, con una differenza tra i due valori pari a circa il 30%.

## Spiegazioni del paradosso
Il paradosso di Leontief è spiegabile sulla base di quattro ragioni:
1. I fattori naturali: Leontief usava un modello a due fattori (lavoro e capitale) senza considerare i fattori naturali (suolo, clima, foreste, minerali). Gli USA avevano una forte importazione per risorse naturali (agricoltura, carbone) che richiedeva grandi capitali.
2. I dazi sulle importazioni di beni ad alto contenuto di lavoro distorcevano la struttura degli scambi.
3. Leontief considerò solo il capitale "fisico", non quello umano (istruzione, ingegno ecc.) che negli USA costituiva una parte importante del fattore lavoro; se fosse stato considerato anche il capitale umano, le esportazioni sarebbero state palesemente più K-intensive delle importazioni.
4. Lo stesso discorso vale per ricerca e sviluppo, l'insieme di conoscenze ed abilità non considerate dall'economista e che avrebbero contribuito ad evidenziare l'alto contenuto di capitale delle esportazioni.

## Successive applicazioni
Nel 1956 Leontief ripeté la sua verifica empirica con i dati del 1951, ed il paradosso si ridusse notevolmente (6% contro il 30% del 1951).
Negli ultimi 20 anni l'analisi di import-export degli USA ha messo in evidenza, come enunciato dalla teoria di Heckscher-Ohlin, una netta prevalenza (30%) di prodotti K-intensive nelle esportazioni e di prodotti L-intensive nelle importazioni.